# روجر بيري (مصور)
روجر بيري (بالإنجليزية: Roger Perry)‏ هو مصور بريطاني، ولد في 1944، وتوفي في 1991.